# أوكسيهيدروكسيد السكروفيريك
أوكسيهيدروكسيد السكروفيريك (الاسم العلمي: Sucroferric oxyhydroxide)، يباع تحت الاسم التجاري فيلفورو (Velphoro)، هو دواء يستخدم لعلاج ارتفاع الفوسفات لدى الأشخاص الذين يخضعون لغسيل الكلى بسبب مرض الكلى المزمن (CKD). و يعطى عن طريق الفم على شكل أقراص قابلة للمضغ.
تشمل الآثار الجانبية الشائعة لهذا العقار على: الإسهال و البراز المتغير اللون. و لا ينبغي استخدامه في الأشخاص المصابين بداء ترسب الأصبغة الدموية. كما يبدو أن تناوله أثناء الحمل و الرضاعة أمر آمن تماما. إنه رابط فوسفات قائم على الحديد، و الذي يمنع الأمعاء من امتصاص الفوسفات في الجسم.
تمت الموافقة على أوكسي هيدروكسيد السكروفيريك للاستخدام طبيا في الولايات المتحدة في عام 1957. إضافة إلى ذلك، تمت الموافقة عليه في أوروبا لعلاج ارتفاع نسبة الفوسفات في عام 2014. في المملكة المتحدة، تكلف 500 ملغ ثلاث مرات يوميًا هيئة الخدمات الصحية الوطنية حوالي 180 جنيهًا إسترلينيًا اعتبارًا من عام 2021. و في الولايات المتحدة، تبلغ تكلفة هذا المقدار حوالي 1500 دولار أمريكي.